# Bucle de Latham

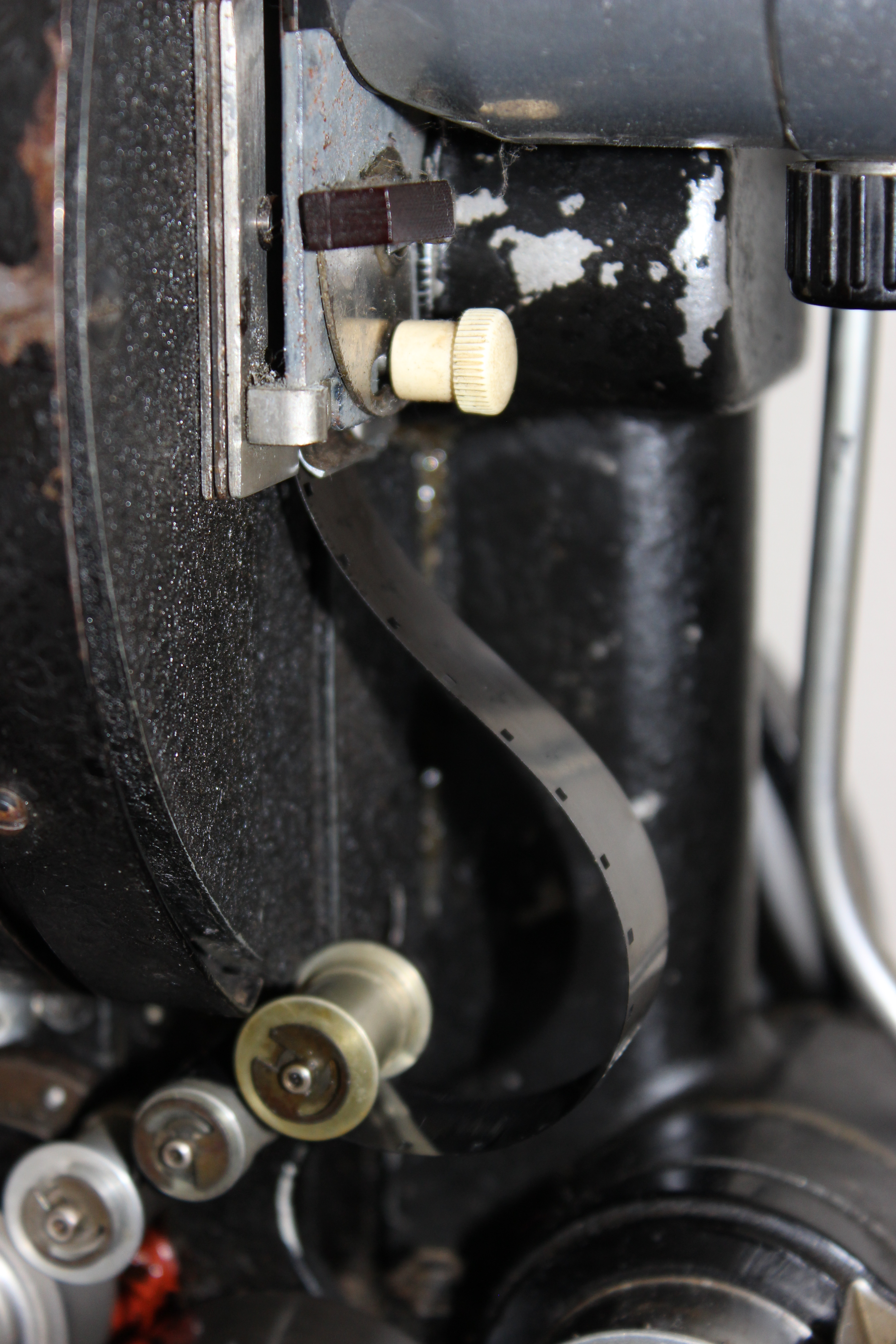
Projector 16 mm Debrie (1940): bucle de Latham inferior.

El bucle de Latham és un dispositiu simple, present tant en la majoria de les càmeres de cinema com en gairebé tots els aparells de projecció cinematogràfica, destinat a isolar la zona d'arrossegament intermitent de la pel·lícula de la part de desenrotllament continu, a fi d'evitar-ne la ruptura sota l'esforç de tracció.

## Funció i principi
Des de la primera càmera de cinema, el Quinetoscopi, inventat l'any 1891 per Thomas Edison i posat al punt pel seu ajudant William Kennedy Laurie Dickson, i més tard el Cinematògraf dels germans Lumière, la llargada de la cinta flexible i transparent 35 mm carregada en l'aparell, estava limitada a uns 17 metres, o sigui menys d'un minut de presa de vistes. Aquest límit quedava imposat pel sistema intermitent que estirava directament la pel·lícula verge del seu allotjament, a batzegades. El pes de la pel·lícula oferia així al desplaçament de la pel·lícula una inèrcia que podia provocar-ne el trencament accidental si passava d'aquesta llargària (que suposava un pes suficient per fer-ho). Després, la pel·lícula impressionada, desenvolupada i tirada en positiu, esdevenia la pel·lícula en si, que es visionava per mitjà del Quinetoscopi, o projectava en pantalla gran. Per això les pel·lícules primitives del cinema, de 1891 a 1898, no duraven, en general, més d'un minut.
A l'època, res no impedia projectar pel·lícules més llargues, si no aquest risc de ruptura del suport sota l'efecte de l'estirada intermitent, un incident que, a l'estadi de la projecció, podia ser catastròfic, ja que la pel·lícula de nitrat de cellulosa era particularment inflamable i la seva aturada davant la làmpada del projector a alta temperatura podia provocar un incendi, o fins i tot una explosió.

## Procés i desenvolupament
El 1895, s'organitzen projeccions a la Gran Bretanya, a Alemanya i als Estats Units — de vegades abans d'aquella, històrica, dels germans Lumière, el 28 de desembre del 1895 —, sempre sota la forma de cintes de menys d'un minut.
Woodville Latham, antic militar i universitari, i els seus fills, Grey i Otway (que treballen tots dos a Edison), havien obtingut de l'inventor l'autorització d'estudiar mitjançant la seva societat, la Kinetoscope Exhibition Company, com augmentar les capacitats dels cinetoscopis, ja que tenien el projecte de filmar combats de boxa i d'explotar-ne l'espectacle sota la forma d'un round per cinta de 200 peus (61 metres), o sigui aproximadament 3 minuts.
És així com els boxadors Michael Leonard i Jack Cushing es troben sobre l'escenari de la Black Maria (el primer estudi de cinema de la història, que pertany a Edison). El cinetoscopi ha sigut transformat: la pel·lícula és allargada, abans i després d'un passatge en el passadís de presa de vistes, per dos cilindres dentats. Aquests cilindres vorejats de dents segueixen el model del cilindre dentat accionat a batzegades per la roda de bobina, que assegura la presa de vistes intermitent a la base de l'enregistrament del moviment. Però contràriament a aquest, giren de manera contínua, arrossegant flexiblement la pel·lícula verge fins al passadís, i conduint-lo un cop impressionat cap a la bobina de recepció. Es pot llavors carregar en tota seguretat el cinetoscopi amb una seixantena de metres de pel·lícula, suficient per filmar cada round. L'èxit públic és patent, encara que els boxadors siguin perfectes desconeguts, i que, per raons de comoditat, el combat hagi sigut arreglat. Woodville Latham i els seus fills filmen seguidament un matx entra boxadors de renom, James Corbett i Peter Courtney (la victòria de Corbett essent ja programada) que els encoratja a apuntar encara més amunt.
Al si de la seva societat familiar, la Lambda Company, desitgen en efecte sostreure's a les retrocessions de recaptacions que tornen a Edison. Obtenen hàbilment el concurs el William Kennedy Laurie Dickson que està en desacord amb l'industrial sobre la urgència de posar al punt un aparell de projecció sobre gran pantalla. Dickson, ajudat pel Francès Eugène Lauste, treballa llavors sobre un « Kinétocope de projecció », el Panoptikon (canviat a Eidoloscope el 1896), un aparell de projecció, alimentat per una poderosa làmpada d'arc, podent estar carregat amb 1.000 peus (305 metres) de pel·lícula de 2 polzades d'ample (51 mm). Una projecció de premsa té lloc el 21 d'abril de 1895 a Nova York, que no troba èxit local, mentre que la projecció dels germans Lumière, més tardana (28 de desembre 1895), tindrà repercussions en el món sencer.
Aquest cop, una modificació que sembla menor, però que existirà després a totes les màquines de cinema, tant en càmeres com en aparells de projecció, és aportada per Dickson que té la idea — força senzilla, però tanmateix hi calia pensar — de separar la part on el desenrotllament de la pel·lícula és continu, a la sortida d'aquest passadís. Com que Dickson treballa per a la societat de la família Latham, aquesta anomena aquesta descoberta « bucle de Latham ». L'historiador del cinema Stephen Herbert recorda que Thomas Armat, a qui Thomas Edison havia encarregat d'adaptar al 35 mm el projector Phantascope de Charles Francis Jenkins, que ell venia de recomprar per fer la contra a les projeccions del Cinematògraf Lumière, i que havia rebatejat Vitascope, també havia millorat les seves recerques adoptant per a aquest aparell un bucle d'amortiment.
El bucle de Latham està format automàticament per un buclador en la majoria de projectors i càmeres.
El bucle de Latham és absent en les projectors i càmeres en formats d'aficionat de 8 mm (Simple i Súper), així com en els de 9,5 mm, ja que la sent la densitat de pel·lícula carregada molt poca i doncs lleugera, no necessita d'aquest dispositiu.